# Плато-д'Отвіль
Плато-д'Отвіль (фр. Plateau d'Hauteville) — муніципалітет у Франції, у регіоні Овернь-Рона-Альпи, департамент Ен. Плато-д'Отвіль утворено 1 січня 2019 року шляхом злиття муніципалітетів Кормаранш-ан-Бюже, Отвіль-Лон, Остія i Тезільє. Адміністративним центром муніципалітету є Отвіль-Лон. Населення — 4807 осіб (01.01.2021).